# 沙里亞區

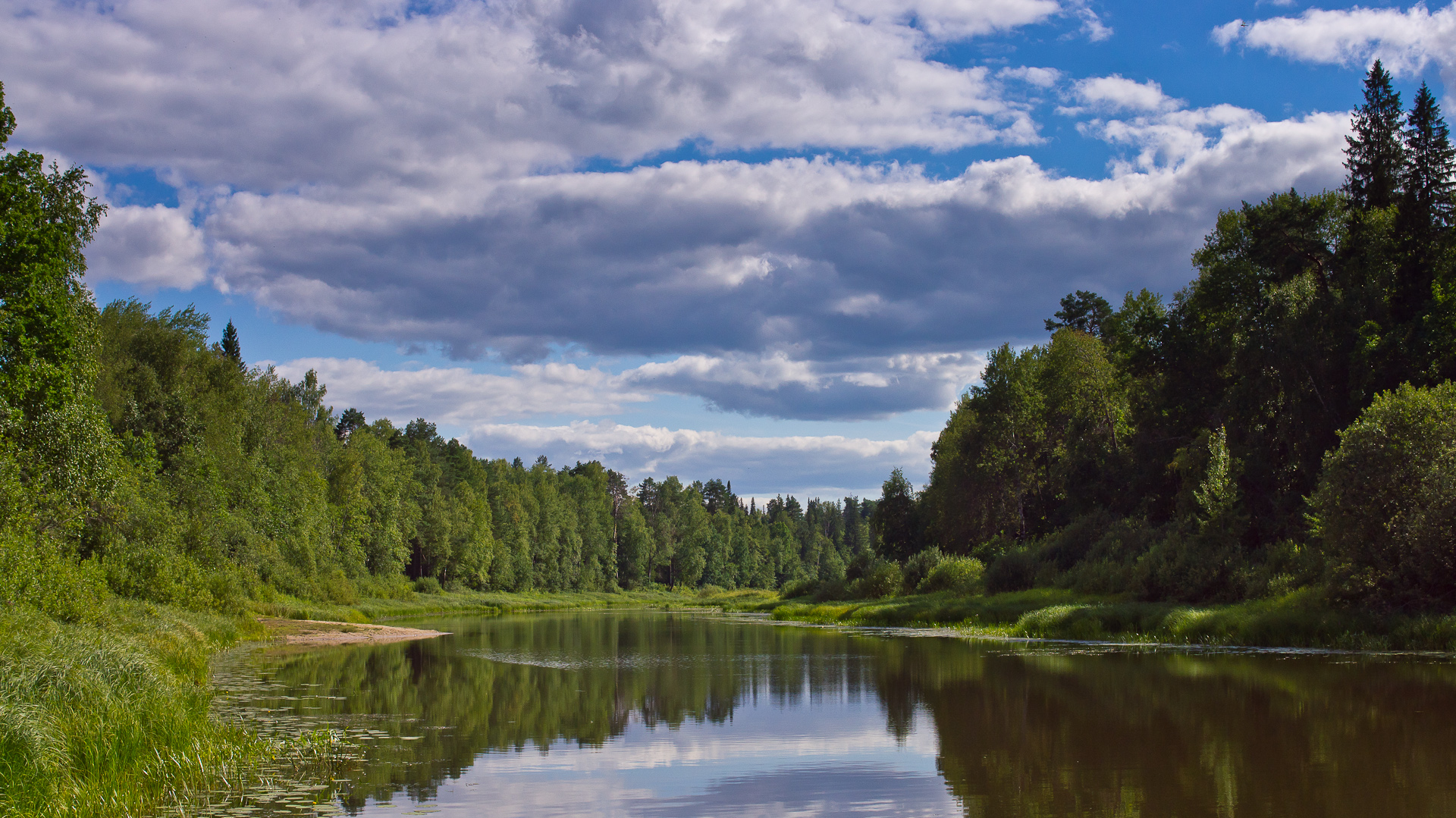

58°22′N 45°30′E / 58.367°N 45.500°E
沙里亞區（俄语：Шарьинский район），是俄羅斯的一個區，位於該國西部，由科斯特羅馬州負責管轄，面積4,070平方公里，2010年人口10,390，人口密度每平方公里2.55人。